# CAN YOU CELEBRATE?
〈CAN YOU CELEBRATE?〉는 일본의 가수 아무로 나미에가 솔로로 활동하며 발표한 아홉 번째 싱글 앨범으로, 1997년 2월 19일 처음 발매되었으며, 동년 12월 25일 싱글 전반에 관여한 코무로 테츠야가 당시 아무로의 임신과 결혼을 축하할 목적으로 재발매했던 싱글이다. (순서대로 8cm CD: AVDD-20167, 12cm CD: AVCD-30041) 곡의 작사 · 작곡 · 편곡을 모두 코무로 테츠야가 맡았다. 이 곡은 후지 TV에서 방송되었던 드라마 《버진 로드》의 주제가였으며, 동시에 아무로 본인이 출연했던 히타치 맥셀 광고의 삽입곡이기도 했다.
아무로 나미에가 발표한 싱글 중 최다 판매량을 기록한 대표곡이며, 차트에 등장한지 7주 만에 더블 밀리언을 인정받았고, 최종적으로 약 250만 장 가량의 누계 출하량을 기록했다. 이는 1997년 2월 발매되었던 8cm CD 판만의 기록이며, 12월에 재발매된 작품의 출하량은 제외된 기록이다. 아무로는 이 곡으로 제39회 일본레코드대상에서 대상을 수상했으며, 이는 전년도의 〈Don't wanna cry〉에 이어 2년 연속 수상한 것이다. 또한 제 12회 일본골드디스크대상에서는 베스트 송 오브 더 이어를 수상했다.
이 곡으로 제48회와 제49회 NHK 홍백가합전에 출연하였으며, 49회 (1998년)는 당시 아무로가 출산 이후에 방송으로 복귀하던 무대이기도 했다. 그녀가 브라운관에 등장해 노래를 부르던 순간은 최고 시청률이 64.9%까지 치솟았으며, 이 수치는 이날 홍백가합전의 시청률이 1부가 45.4%, 2부가 57.2%를 기록해 기존의 최고 기록을 경신했던 점을 감안하더라도 높은 수치이다. (아무로는 48회 홍백가합전에서도 최고 시청률이 가장 높았던 인물이며, 2년 연속으로 시청률 1위를 기록한 것이 된다.)

## 수록곡

### 8cm CD
| #            | 제목                                                  | 작사          | 작곡          | 편곡          | 재생 시간 |
| ------------ | ----------------------------------------------------- | ------------- | ------------- | ------------- | --------- |
| 1.           | 〈〈CAN YOU CELEBRATE?〉〉 (STRAIGHT RUN)             | 코무로 테츠야 | 코무로 테츠야 | 코무로 테츠야 | 6:17      |
| 2.           | 〈〈CAN YOU CELEBRATE?〉〉 (SEVENTH AVENUE SOUTH MIX) |               |               |               | 8:43      |
| 3.           | 〈〈CAN YOU CELEBRATE?〉〉 (BACK TRACK WITH TK)       |               |               |               | 6:17      |
| 총 재생 시간 | 총 재생 시간                                          | 총 재생 시간  | 총 재생 시간  | 총 재생 시간  | 21:17     |

### 12cm CD
| #            | 제목                                               | 작사                         | 작곡          | 재생 시간 |
| ------------ | -------------------------------------------------- | ---------------------------- | ------------- | --------- |
| 1.           | 〈〈CAN YOU CELEBRATE?〉〉 (Wedding Mix)           | 코무로 테츠야                | 코무로 테츠야 | 6:29      |
| 2.           | 〈〈Dreaming I was dreaming〉〉 (Subconscious Mix) | 코무로 테츠야 / Marc Panther | 쿠보 코지     | 5:21      |
| 3.           | 〈〈CAN YOU CELEBRATE?〉〉 (Heavenly Mix)          |                              |               | 4:46      |
| 4.           | 〈〈CAN YOU CELEBRATE?〉〉 (Instrumental)          |                              |               | 6:28      |
| 5.           | 〈〈Dreaming I was dreaming〉〉 (Instrumental)     |                              |               | 5:20      |
| 총 재생 시간 | 총 재생 시간                                       | 총 재생 시간                 | 총 재생 시간  | 28:25     |

## 발매 일정
| 버전                        | 일정             | 레이블    | 포맷                 |
| --------------------------- | ---------------- | --------- | -------------------- |
| 〈CAN YOU CELEBRATE?〉      | 1997년 2월 19일  | avex trax | 8cm CD (AVDD-20167)  |
| 〈CAN YOU CELEBRATE?〉 (EP) | 1997년 12월 25일 | avex trax | 12cm CD (AVCD-30041) |